# Louis Jean Heydt
Louis Jean Heydt est un acteur américain, né le 17 avril 1903 à Montclair (New Jersey), mort le 29 janvier 1960 à Boston (Massachusetts).

## Biographie
Louis Jean Heydt entame sa carrière d'acteur au théâtre et joue notamment à Broadway (New York) dans onze pièces. La première est The Trial of Mary Dugan (en) de Bayard Veiller, représentée 437 fois en 1927, avec Ann Harding (rôle-titre), Arthur Hohl, Barton MacLane et Oscar Polk. La deuxième est Strictly Dishonorable (en) de Preston Sturges (qu'il retrouvera à l'écran), représentée 557 fois de septembre 1929 à janvier 1931, avec Tullio Carminati. La dernière est Happy Birthday (en) d'Anita Loos, avec Helen Hayes et Enid Markey, représentée 563 fois d'octobre 1946 à mars 1948. S'y ajoute la comédie musicale Nikki, créée en 1931.
Il meurt prématurément d'une crise cardiaque en 1960, dans sa loge de théâtre à Boston, après avoir joué la première scène de la pièce There Was a Little Girl de Daniel Taradash, mise en scène par Joshua Logan, aux côtés de Jane Fonda (qui crée l'œuvre à Broadway peu après).
Au cinéma, Louis Jean Heydt contribue à cent-treize films américains (dont des westerns), sortis entre 1933 et 1959. Mentionnons Pilote d'essai de Victor Fleming (1938, avec Clark Gable et Myrna Loy), Abraham Lincoln de John Cromwell (1940, avec Raymond Massey dans le rôle-titre et Gene Lockhart), Le Grand Sommeil d'Howard Hawks (1946, avec Humphrey Bogart et Lauren Bacall), ou encore Aventure dans le Grand Nord de William A. Wellman (1953, avec John Wayne et Lloyd Nolan).
Pour la télévision enfin, il collabore à un téléfilm (1958) et cinquante-et-une séries (1950-1960), dont Mon amie Flicka (un épisode, 1955) et La Grande Caravane (deux épisodes, 1958-1960).

## Théâtre à Broadway (intégrale)
(pièces, sauf mention contraire)
- 1927 : The Trial of Mary Dugan de Bayard Veiller : Harry Jones
- 1929-1931 : Strictly Dishonorable de Preston Sturges : Henry Greene
- 1931 : Nikki, comédie musicale, musique de Philip Charig, lyrics de James Dyrenforth, livret de John Monk Saunders : Willard Crouch
- 1932 : When the Bough Breaks de Jerome Sackheim, mise en scène d'Arthur Lubin : Jim Hamilton
- 1932 : Housewarming de Gilbert Emery, mise en scène de Pauline Frederick : Edward Sedgwick
- 1933 : Before Morning de Edna G. Riley et Edward P. Riley : Neil Kennedy
- 1933 : Thunder on the Left de Jean Ferguson Black : George Granville
- 1934 : All Rights Reserved d'Irving Kaye Davis : Percival Lockwood
- 1935 : Bright Star de Philip Barry : Sam Riddle
- 1936 : Pre-Honeymoon d'Alford Von Ronkel et Anne Nichols : Joe Dukes
- 1945 : Calico Wedding de Sheridan Gibney : Frederick Boynton
- 1946-1948 : Happy Birthday d'Anita Loos, mise en scène de Joshua Logan, musique de scène de Robert Russell Bennett, production (et songs additionnels) de Richard Rogers et Oscar Hammerstein II : Paul

## Filmographie partielle

### Au cinéma
- 1937 : Place aux jeunes ou Au crépuscule de la vie (Make Way for Tomorrow) de Leo McCarey : Le docteur
- 1938 : Pilote d'essai (Test Pilot) de Victor Fleming : Benson
- 1938 : I Am the Law d'Alexander Hall : J. W. Butler
- 1939 : À chaque aube je meurs (Each Down I Die) de William Keighley : Lassiter
- 1939 : Autant en emporte le vent (Gone with the Wind) de Victor Fleming, George Cukor et Sam Wood : le soldat affamé avec Beau Wilkes
- 1939 : Je suis un criminel (They Made Me a Criminal) de Busby Berkeley : Smith
- 1939 : A Child Is Born de Lloyd Bacon : Dr Kempner
- 1940 : Quai numéro treize (Pier 13) d'Eugene Forde : Bill Hamilton
- 1940 : Gouverneur malgré lui (The Great McGinty) de Preston Sturges : Tommy Thompson
- 1940 : La Balle magique du Docteur Ehrlich (Dr Ehrlich's Magic Bullet) de William Dieterle : Dr Kunze
- 1940 : Abraham Lincoln (Abe Lincoln in Illinois) de John Cromwell : Mentor Graham
- 1940 : L'Homme qui parlait trop (The Man Who Talked Too Much) de Vincent Sherman
- 1941 : Sleepers West d'Eugene Forde : Everett Jason
- 1941 : Bombardiers en piqué (Dive Bomber), de Michael Curtiz  : Swede Larson
- 1941 : Let's Make Music de Leslie Goodwins : M. Stevens
- 1941 : La Grande Évasion (High Sierra) de Raoul Walsh : Bob
- 1942 : Les Chevaliers du ciel (Captains of the Clouds) de Michael Curtiz : Le prévôt-marshal
- 1942 : Ten Gentlemen from West Point d'Henry Hathaway : Jared Danforth
- 1942 : Le commando frappe à l'aube (Commandos Strike at Dawn) de John Farrow : Karl Arnesen
- 1943 : Le Cabaret des étoiles (Stage Door Canteen) de Frank Borzage : Capitaine Robinson
- 1943 : Gung Ho! de Ray Enright : Lieutenant Roland Browning
- 1944 : The Great Moment de Preston Sturges : Dr Horace Wells
- 1944 : L'Odyssée du docteur Wassell (The Story of Dr Wassell) de Cecil B. DeMille : Une enseigne
- 1944 : See Here, Private Hargrove de Wesley Ruggles
- 1944 : Trente Secondes sur Tokyo (Thirty Seconds Over Tokyo) de Mervyn LeRoy : Lieutenant Miller
- 1945 : Trahison japonaise (Betrayal from the East) de William Berke : Jack Marsden
- 1945 : Our Vines Have Tender Grapes de Roy Rowland : M. Faraassen
- 1945 : Zombies on Broadway de Gordon Douglas : Douglas Walker
- 1945 : Le Prix du bonheur  (You Came Along) de John Farrow
- 1945 : Les Sacrifiés (They Were Expendable) de John Ford et Robert Montgomery : Capitaine « Ohio » Carter
- 1946 : The Hoodlum Saint de Norman Taurog : Mike Flaherty
- 1946 : Le Grand Sommeil (The Big Sleep) d'Howard Hawks : Joe Brody
- 1946 : Une fille perdue (That Brennan Girl) d'Alfred Santell : Hefflin
- 1947 : Spoilers of the North de Richard Sale : Inspecteur Carl Winters
- 1947 : Sinbad le marin (Sinbad the Sailor) de Richard Wallace : un mercenaire
- 1949 : The Kid from Cleveland d'Herbert Kline : Carl Novak
- 1949 : J'ai épousé un hors-la-loi (Bad Men of Tombstone) de Kurt Neumann : John Stover
- 1949 : Les Sœurs casse-cou (Come to the Stabble) d'Henry Koster : Al Newman
- 1950 : Les Furies (The Furies) d'Anthony Mann : Bailey
- 1950 : La Rue de traverse (Paid in Full) de William Dieterle : Dr Carter

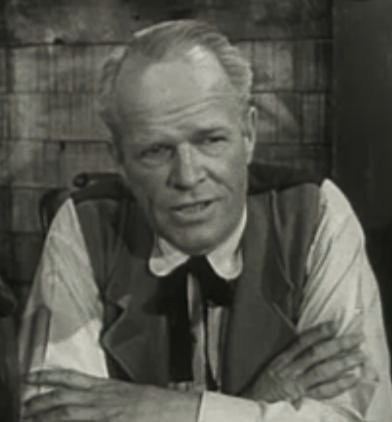
Dans L'Ultime Chevauchée (1957)

- 1951 : Les Rebelles du Missouri (The Great Missouri Raid) de Gordon Douglas : Charles Ford
- 1951 : Le Sentier de l'enfer (Warpath) de Byron Haskin : Herb Woodson
- 1951 : L'Attaque de la malle-poste (Rawhide) d'Henry Hathaway : Fickert
- 1951 : Le Rocher du diable (Drums in the Deep South) de William Cameron Menzies : Colonel House
- 1952 : Mutinerie à bord (Mutiny) d'Edward Dmytryk : Capitaine Herwig
- 1953 : La Ville sous le joug (The Vanquished) d'Edward Ludwig : Luke Taylor
- 1953 : Aventure dans le Grand Nord (Island in the Sky) de William A. Wellman : Fitch
- 1954 : L'Homme des plaines (The Boy from Oklahoma) de Michael Curtiz : Paul Evans[2]
- 1955 : Pavillon de combat (The Eternal Sea) de John H. Auer : Capitaine Walter F. Rodee
- 1955 : Dix hommes à abattre (Ten Wanted Men) d'H. Bruce Humberstone : Tom Baines
- 1955 : L'Aventure fantastique (Many Rivers to Cross) de Roy Rowland
- 1956 : L'Inconnu du ranch (Stranger at My Door) de William Witney : Shérif John Tatum
- 1956 : La première balle tue (The Fatest Gun Alive) de Russell Rouse : Myron Spink
- 1957 : L'Ultime Chevauchée (Raiders of Old California) d'Albert C. Ganaway : Juge Ward Young
- 1957 : L'aigle vole au soleil (The Wings of Eagles) de John Ford : Dr John Keye
- 1958 : The Man Who Died Twice de Joseph Kane : Capitaine Andy Hampton
- 1959 : Inside the Mafia (en) d'Edward L. Cahn : Rod Balcom

### À la télévision
(séries)
- 1953 : Les Aventures de Superman (Adventures of Superman)
  - Saison 2, épisode 11 The Man in the Lead Mask de George Blair : Pawley
- 1954 : Histoires du siècle dernier (Stories of the Century)
  - Saison 1, épisode 24 Tom Horn de William Witney : rôle-titre
- 1955 : Mon amie Flicka (My Friend Flicka)
  - Saison unique, épisode 10 The Little Secret de Nathan Juran : Burton
- 1956 : Cheyenne
  - Saison 2, épisode 8 The Trap : Lee Mitchell
- 1957 : Sugarfoot
  - Saison 1, épisode 1 (pilote) Brannigan's Boots de Leslie H. Martinson : Paul Evans
- 1958-1960 : La Grande Caravane (Wagon Train)
  - Saison 1, épisode 24 The Bernal Sierra Story (1958) de David Butler : Casey Reardon
  - Saison 3, épisode 18 The Clayton Tucker Story (1960) de Virgil W. Vogel : M. Gantry
- 1959 : Maverick
  - Saison 3, épisode 6 A Tale of Two Cities de Leslie H. Martinson : Jim Malone
- 1960 : Rawhide
  - Saison 2, épisode 15 L'Argent du seigneur (Incident of the Devil and His Due) d'Harmon Jones : Wilson